# 瓦爾什湖
瓦爾什湖（俄语：озеро Варш）是俄羅斯的湖泊，由阿爾漢格爾斯克州負責管轄，面積44.2平方公里，流域面積428平方公里，是熱門的捕魚地點，湖岸四周被針葉林覆蓋。